# Лос Банос (Калифорнија)
Лос Банос (енгл. Los Banos) град је у америчкој савезној држави Калифорнија. По попису становништва из 2010. у њему је живело 35.972 становника.

## Демографија
Према попису становништва из 2010. у граду је живело 35.972 становника, што је 10.103 (39,1%) становника више него 2000. године.
| Група             | 2000.          | 2010.          |
| Белци             | 10.290 (39,8%) | 9.521 (26,5%)  |
| Афроамериканци    | 1.100 (4,3%)   | 1.354 (3,8%)   |
| Азијати           | 606 (2,3%)     | 1.162 (3,2%)   |
| Хиспаноамериканци | 13.048 (50,4%) | 23.346 (64,9%) |
| Укупно            | 25.869         | 35.972         |